# Барретт, Вильсон
Вильсон Барретт (англ. Wilson Barrett настоящее имя Уильям Генри Барретт 18 февраля 1846, Эссекс — 22 сентября 1904, Лондон) — английский актёр, режиссёр, драматург.

## Биография
Родился в крестьянской семье в Эссексе. Обладая красивой внешностью (несмотря на малый рост) и сильным голосом стал актёром. Впервые появился на сцене в Галифаксе в 1864, затем выступал в провинциальных театрах.
Играл в Большом театре г. Лидса, Old Court theatre (1879), Olympic Theatre (1890—1891) и других.
Известный актёр и режиссёр конца XIX-го века, прославившийся игрой в роли Отелло трагедии Вильяма Шекспира «Отелло, венецианский мавр».
В 1879 возглавил лондонский Ройал-Корт, где с успехом поставил «Марию Стюарт» по Шиллеру, «Даму с камелиями» и другие пьесы.
В 1881 В. Барретт — руководитель недавно отремонтированного Princess Theatre, на Оксфорд-стрит в Лондоне. Его мелодраматические постановки и здесь пользовались большим успехом. Там он представил публике «The Lights o’London», а затем «The Silver King», которые признаны критиками как наиболее успешные мелодрамы XIX-го века в Англии.
Кроме артистической и режиссёрской деятельности, писал пьесы. Его самые известные работы 1890-х годов — религиозная драма «Знак креста», появившаяся в августе 1900, примерно, в то же время, когда был опубликован классический роман польского писателя Генрика Сенкевича «Quo Vadis?».
Драматургические произведения В. Барретта были экранизированы в начале XX века:
1. 1902 — A Fight with Sledgehammers
2. 1904 — The Sign of the Cross
3. 1913 — Hoodman Blind
4. 1914 — The Sign of the Cross
5. 1916 — A Man of Sorrow
6. 1923 — Hoodman Blind